# Čang Wen-tchien
Čang Wen-tchien (tradiční čínština: 張聞天, zjednodušená čínština: 张闻天, pīnyīn: Zhāng Wéntiān) také známý jako Lou Fu (zjednodušená čínština: 洛甫, pīnyīn: Luò Fǔ) (30. srpna 1900 Šanghaj - 1. července 1976 Peking) byl čínský překladatel, spisovatel a politik, vysoce postavený vůdce Komunistické strany Číny. V 30. letech 20. století byl jeden z 28 bolševiků v Sovětském svazu, kteří vedli komunistickou stranu do té doby, než se Mao Ce-tung dostal k moci. Po vyhlášení Čínské lidové republiky působil jako náměstek ministra zahraničí až do Velkého skoku vpřed.

## Život
Narodil se v Nan-chuej (v provincii Ťiang-su), jako nejstarší syn v rodině. Jeho otec Čang Čchi-mej byl farmářem. Navštěvoval několik soukromých a veřejných škol v Wu-sungu a Nan-ťingu. Zúčastnil se Hnutí čtvrtého května (4. května 1919) a už od svého mládí se začal zapojovat do revolučních mládežnických organizací. V roce 1920 šel s přítelem Šen Ce-minem studovat na jeden rok do Japonska. Po návratu se věnoval psaní dramatických děl, básním, esejím, také překladům zahraniční literatury do čínštiny.
V květnu 1925 vstoupil do Komunistické strany Číny a v říjnu 1925 byl poslán pod krycím jménem Ismailow (od kterého pochází pseudonym Lou Fu) do Moskvy, aby tam studoval na Sunjatsenově univerzitě. V Sovětském svazu zůstal delší dobu, kde se i oženil, ale v lednu 1931 opustil svou ženu a své jednoleté dítě a vrátil se s Jang Šang-kchunem zpět do Šanghaje.
Po příchodu do Šanghaje se mu zpočátku nepodařilo kontaktovat stranu. Výsledkem bylo, že zmeškal plenární zasedání, které se konalo 7. ledna 1931, při kterém ministr Pavel Mif odstranil bývalé vůdce strany Čchü Čchiou-paje a Li Li-sana z politbyra a Čangovi kolegové z Moskvy Wang Ming převzali nad stranou kontrolu. Čang převzal organizaci, propagandu a funkci vrchního redaktora stranických novin. Tehdy byl nejdůležitějším teoretikem a autorem textů v Komunistické straně Číny. Ve stejném roce se stal stálým členem politbyra, kterému předsedal Po Ku. Ačkoli byl cvičen v Sovětském svazu, často zaujímal kritická stanoviska k politice Kominterny, někdy osobně v politbyru nebo pod pseudonymy v časopisech. Podílel se však také na rezolucích, které vyžadovaly, aby Rudá armáda zaútočila na velká města z jejich základních oblastí, což bylo z vojenského hlediska zcela nerealistické.
V roce 1933 bylo politbyro, pod tlakem Kuomintangu, nuceno přestěhovat se do sovětského Ťiang-si. Čang a Po bojovali s přístupy místních komunistů jako Luo Ming, Teng Siao-pching nebo Mao Ce-tung. V roce 1934 byl Čang zvolen generálním tajemníkem strany, který nahradil Bo Guse, začal nesouhlasit s autoritářstvím Po Ku a zástupcem Kominterny Otto Braunem a pomáhal Po Ku v jeho bojích proti Wang Mingovi a Teng Siao-pchingovi. Byl proto degradován uvnitř strany a zastával funkce ve vládě Čínské sovětské republiky. V hlavním městě Žuej-ťinu v Sovětském svazu měl Čang také kontakt s Mao Ce-tungem, který také ztratil vliv na straně a zastával vnější pozice. Poté, co musel být evakuován Sovětský svaz a vedení strany pokračovalo v Dlouhém pochodu, se Zhang připojil ke skupině kolem Mao Ce-tunga, která se bouřila proti politice Kominterny kolem Po Ku a Otta Brauna. Na rozšířené schůzi ústředního výboru 7. a 8. ledna v Cun-i byli Po Ku a Otto Braun uvolněni, vůdce strany se stal Čang Wen-tchien a Mao Ce-tung převzal kontrolu nad Rudou armádou.
Čang následně podporoval Maovy politiky, například v mocenském boji s Čang Kuo-tchao, na konferenci Wayaobao o rozhodnutí se sejít s Kuomintangem ve válce proti Japonsku nebo v mocenském boji proti Wang Ming. Kvůli jeho blízkosti ke Kominterně však ztratil svůj vliv v nápravných kampaních 40. let. Když byl v roce 1945 zrušen post generálního tajemníka, byl Čang degradován, zatímco Mao jako předseda ústředního výboru převzal kontrolu nad stranou. Během čínské občanské války působil Čang pod Čchen Jün, Kao Kang a Lin Piao v Mandžusku, kde převážně převzal organizační práci ve správním výboru pro Mandžusko.

### Závěr života
Po založení Čínské lidové republiky, Čang zpočátku zastupoval Čínu před OSN a v roce 1951 byl jmenován velvyslancem Sovětského svazu. V roce 1955 se stal náměstkem ministra zahraničí za Čchen Yi a v roce 1956 byl zvolen do politbyra jako nestálý člen na kongresu 8. strany. Na vrcholu Velkého skoku vpřed byl Čang součástí skupiny Pcheng Te-chuaie, která kritizovala politiku Velkého skoku vpřed. Na konferenci v Lu-šanu ztratil všechny své posty a od té doby pracoval jako výzkumný pracovník v ekonomickém výzkumném ústavu. V roce 1979 zemřel na infarkt..